# دوري تونغا لكرة القدم 2004
دوري تونغا لكرة القدم 2004 هو موسم من دوري تونغا لكرة القدم. فاز فيه Lotohaʻapai United ‏.